# Estuarij
Estuarij je delno zaprto obalno telo slane vode, v katero teče ena ali več rek ali potokov in ima prosto povezavo z odprtim morjem.
Estuariji tvorijo prehodno območje med rečnim in morskim okoljem in so primer ekotona. Estuariji so podvrženi morskim vplivom, kot so plimovanje, valovi in dotok slane vode, ter rečnim vplivom, kot so tokovi sladke vode in usedlin. Mešanje morske in sladke vode zagotavlja visoko vsebnost hranil tako v vodnem stolpcu kot v usedlinah, zaradi česar so rečna ustja med najbolj produktivnimi naravnimi habitati na svetu.
Večina obstoječih estuarijev je nastala v času holocena s poplavljanjem rečno erodiranih ali ledeniško preoblikovanih dolin, ko se je gladina morja začela dvigovati pred približno 10.000–12.000 leti. Estuariji so običajno razvrščeni glede na njihove geomorfološke značilnosti ali vzorce kroženja vode. Lahko imajo veliko različnih imen, kot so zaliv, pristanišče, laguna, rokavi ali morski rokav, čeprav nekatera od teh vodnih teles ne izpolnjujejo natančno zgornje opredelitve estuarija in bi lahko bila popolnoma slana.
Številni estuariji trpijo zaradi številnih dejavnikov, vključno z erozijo tal, krčenjem gozdov, prekomerno pašo, prekomernim ribolovom in zasipanjem mokrišč. Evtrofikacija lahko povzroči prekomerne hranilne snovi iz odplak in živalskih odpadkov; onesnaževala, vključno s težkimi kovinami, polikloriranimi bifenili, radionuklidi in ogljikovodiki iz dovodov odplak; in potapljanje ali zajezitev za nadzor poplav ali preusmerjanje vode.

## Definicija
Beseda estuarij izhaja iz latinske besede aestuarium, ki pomeni plimski rokav, kar samo po sebi izhaja iz izraza aestus, kar pomeni plima. Za opis estuarija je bilo predlaganih veliko opredelitev. Najbolj razširjena definicija je: »polzaprto obalno vodno telo, ki ima prosto povezavo z odprtim morjem in znotraj katerega je morska voda merljivo razredčena s sladko vodo, pridobljeno iz odvodnjavanja kopna«. Vendar ta opredelitev izključuje številna obalna vodna telesa, kot so obalne lagune in brakična jezera. Izčrpnejša opredelitev estuarija je »polzaprto vodno telo, ki je povezano z morjem do meje plime in oseke ali vdora soli in sprejem sladkovodnega odtoka; vendar dotok sladke vode morda ni večletna, povezava z morjem lahko del leta zaprt, vpliv plime in oseke pa zanemarljiv«. Ta široka opredelitev vključuje tudi fjorde, lagune, rečna ustja in plimske potoke. Estuarij je dinamičen ekosistem, ki ima povezavo z odprtim morjem, skozi katerega morska voda vstopa v ritmu plime in oseke. Morska voda, ki vstopa v estuarij, se redči s sladko vodo, ki teče iz rek in potokov. Vzorec redčenja se med različnimi estuariji razlikuje in je odvisen od količine sladke vode, območja plimovanja in obsega izhlapevanja vode v estuariju.

## Razvrstitev na podlagi geomorfologije

### Doline potopljenih rek
Potopljene rečne doline ali rias so znane tudi kot obalna ravninski estuarij. Tam, kjer gladina morja narašča glede na kopno, morska voda postopoma prodira v rečne doline, topografija estuarija pa ostaja podobna rečni dolini. To je najpogostejša vrsta estuarija v zmernem podnebju. Dobro preučena estuarija sta estuarij Severn v Združenem kraljestvu in Ems Dollart ob nizozemsko-nemški meji.
Razmerje med širino in globino teh estuarijev je običajno veliko, v notranjem delu je videti klinasto (v prerezu) in se širi in poglablja proti morju. Globine vode redko presežejo 30 m. Primeri tovrstnega estuarija v ZDA so reka Hudson, zaliv Chesapeake in zaliv Delaware vzdolž srednjeatlantske obale ter zaliv Galveston in zaliv Tampa vzdolž obale Mehiškega zaliva; v Evropi med drugimi v Baskiji estuarij Bilbao, ustje rek Nervión, Ibaizabal in Cadagua.

### Tip lagune ali nastanek zaradi nasipov
Zaradi nasipov zgrajen estuarij najdemo na mestu, kjer je odlaganje usedlin sledilo naraščajoči morski gladini, tako da so plitva rečna ustja ločena od morja s peščenimi rtiči ali pregradnimi otoki. Sorazmerno pogosti so na tropskih in subtropskih lokacijah.
Ti estuariji so delno izolirani od oceanov s pregradnimi plažami (pregradni otoki in pregradni rtiči). Oblikovanje pregradnih plaž delno zapira estuarij, le ozki dotoki pa omogočajo stik z oceanskimi vodami. Zaradi ovire zgrajen estuarij se običajno razvije na položnih ravnicah vzdolž tektonsko stabilnih robov celin in obrobnih morskih obal. Obsežne so vzdolž atlantskih in zalivskih obal ZDA v območjih z aktivnim obalnim odlaganjem sedimentov in kjer so območja plimovanja manjša od 4 m. Pregradne plaže, ki zapirajo estuarije, zgrajene z ovirami, so bile razvite na več načinov:
- gradnja priobalnih nasipov z delovanjem valov, pri katerih se pesek iz morskega dna nalaga v podolgovate nasipe vzporedno z obalo,
- predelava sedimentov iz rek, ki jih valovi, tok in veter oblikujejo v plaže, prelivne rvnice in sipine,
- zajetje grebenov celinskih plaž (grebeni, razviti zaradi erozije obalnih ravninskih usedlin pred približno 5000 leti) zaradi dviga morske gladine, kar ima za posledico preboj grebenov in poplav obalnih nižin, ki tvorijo plitve lagune, in
- raztezanje pregradnih rtičev zaradi erozije delovanja vzdolž obalnih tokov, pri čemer ti rastejo v smeri litoralnega toka.

### Fjord
Fjordi so nastali tam, kjer so pleistocenski ledeniki poglobili in razširili obstoječe rečne doline, tako da so v prerezih postali v obliki črke U. V njihovih ustjih so tipične kamnine, nasipi ali pragovi ledeniških nanosov, ki vplivajo na spreminjanje estuarijeve cirkulacije.
Estuariji tipa fjord nastajajo v globoko erodiranih dolinah, ki so jih ustvarili ledeniki. So v obliki črke U in imajo običajno strme stranice, skalno dno in podvodne pragove, ki jih je oblikovalo gibanje ledenika. Ustje je plitvo ob estuariju, kjer zaključne ledeniške morene ali skalni nasipi tvorijo pragove, ki omejujejo pretok vode. V zgornjem toku estuarija lahko globina preseže 300 m. Razmerje med širino in globino je praviloma majhno. V estuarijih z zelo plitkimi pragovi nihanja plimovanja vplivajo le na vodo do globine praga, vode globlje od tega pa lahko zelo dolgo mirujejo, zato pride do občasne izmenjave globoke vode estuarija z oceanom. Če je globina praga globoka, je kroženje vode manj omejeno in med estuarijom in oceanom poteka počasna, a enakomerna izmenjava vode. Estuarij tipa fjord najdemo vzdolž obal Aljaske, regije Puget Sound v zahodni zvezni državi Washington, Britanske Kolumbije, vzhodne Kanade, Grenlandije, Islandije, Nove Zelandije in Norveške.

### Tektonski procesi
Tak estuarij nastane zaradi pogrezanja ali kopnega, odrezanega od oceana s premikanjem kopnega, povezanega z prelomi, vulkani in plazovi. K nastanku teh estuarijev je prispevalo tudi poplavljanje zaradi evstatičnega dviga morske gladine v času holocenske epohe. Tektonsko proizvedenih estuarijov je malo; en primer je zaliv San Francisco, ki je nastal zaradi premikov skorje prelomnega sistema Sv. Andreja, ki je povzročil poplavo spodnjega toka rek Sacramento in San Joaquin.

## Razvrstitev na podlagi kroženja vode

### Solni klin
V tej vrsti estuarija reka močno presega morski vnos in vplivi plime in oseke so manj pomembni. Sladkovodna voda plava na vrhu morske vode v plasti, ki se postopoma redči, ko se premika proti morju. Gostejša morska voda se pomika po dnu rečnega ustja in tvori klinasto plast, ki je tanjša, ko se približuje kopnemu. Ko se med obema plastema razvije razlika v hitrosti, strižne sile na vmesniku ustvarjajo notranje valove, ki morsko vodo mešajo navzgor s sladko vodo. Primer estuarija solnega klina je reka Mississippi.

### Delno mešano
Z naraščanjem prisile plimovanja iztok reke postane manjši od vnosa morja. Trenutno povzročena turbulenca povzroči mešanje celotnega vodnega stolpca, tako da se slanost spreminja bolj vzdolžno kot navpično, kar vodi v zmerno stratificirano stanje. Primera sta zaliv Chesapeake in zaliv Narragansett.

### Dobro mešano
Mešane sile plimovanja presegajo iztok reke, kar povzroči dobro premešan vodni stolpec in izgine vertikalni gradient slanosti. Meja sladkovodne in morske vode se odpravi zaradi intenzivnega turbulentnega mešanja in vrtinčnih učinkov. Spodnji tok zaliva Delaware in reka Raritan v New Jerseyju sta primera vertikalno homogenih estuarijev.

### Inverzno
Inverzni estuariji se pojavljajo v suhih podnebjih, kjer izhlapevanje močno presega dotok sladke vode. Oblikuje se območje največje slanosti in tako rečna kot oceanska voda teče blizu površine proti temu območju. Ta voda je potisnjena navzdol in se širi po dnu v smeri proti morju in proti zemlji. Primer inverznega estuarija je zaliv Spencer v Južni Avstraliji.

### Prekinitveno
Vrsta estuarija se močno spreminja glede na vnos sladke vode in se lahko spremeni iz popolnoma morskega zaliva v katero koli drugo vrsto estuarija.

## Fiziokemijske spremembe
Najpomembnejše spremenljive značilnosti estuarijevih voda so koncentracija raztopljenega kisika, slanost in obremenitev usedlin. Slanost je izjemno prostorsko spremenljiva, pri meji plimovanja pritokov do razpona skoraj nič do 3,4 % v estuariju. Slanost se sčasom in v letnih časih precej spreminjala, zato je težko okolje za organizme. Sedimenti se pogosto naselijo v medplimnem blatu, ki jih je zelo težko kolonizirati. Za alge ne obstajajo nobene točke pritrditve, zato rastlinski habitat ni določen. Sediment lahko zamaši tudi prehranjevalne in dihalne strukture vrst, za reševanje tega problema pa obstajajo posebne prilagoditve. Spremembe raztopljenega kisika lahko povzročijo težave življenjskim oblikam. S hrano bogate usedline iz umetnih virov lahko spodbujajo primarne proizvodne življenjske cikle, kar lahko privede do morebitnega propadanja, ki odstrani raztopljeni kisik iz vode; tako se lahko razvijejo hipoksična ali anoksična območja.

## Posledice za morsko življenje
Estuariji so neverjetno dinamični sistemi, kjer se temperatura, slanost, motnost, globina in pretok vsak dan spreminjajo kot odziv na plimovanje. Zaradi te dinamičnosti so rečna ustja zelo produktivni habitati, a mnogim vrstam otežujejo celoletno preživetje. Velika in majhna rečna ustja zato doživljajo velike sezonske razlike svojih ribiških združb. Pozimi v ribiški skupnosti prevladujejo trdoživi morski prebivalci, poleti pa se morske in anadromne ribe premikajo v estuarij in iz njih ter izkoriščajo svojo visoko produktivnost. Estuariji zagotavljajo kritičen življenjski prostor različnim vrstam, ki se za zaključek življenjskega cikla zanašajo na estuarije. Znano je, da pacifiški sled (Clupea pallasii) odloži jajčeca v estuarijih in zalivih, ostržnjak se rodi v estuarijih, nekatere vrste in morski raki migrirajo v estuarije nazaj, anadromni salmonidi (postrvi) in morske jegulje pa estuarije uporabljajo kot migracijske koridorje. Tudi populacije ptic selivk, kot je črnorepi kljunač (Limosa limosa), se zanašajo na rečna ustja.
Dva glavna izziva življenja v estuariju sta spremenljivost slanosti in sedimentacija. Številne vrste rib in nevretenčarjev imajo različne metode za nadzor ali prilagoditev premikom koncentracije soli in jih imenujejo osmokonformatorji in osmoregulatorji. Mnoge živali se tudi zakopljejo, da bi se izognile plenjenju in živele v bolj stabilnem sedimentnem okolju. Vendar pa v sedimentu najdemo veliko število bakterij, ki potrebujejo zelo veliko kisika. To zmanjša raven kisika v usedlini, kar pogosto povzroči delno anoksične pogoje, ki jih lahko še poslabša omejen pretok vode.
Fitoplankton je ključni primarni proizvajalec v estuarijih. Premika se z vodnimi telesi in ga je mogoče splakovati s plimovanjem. Njegova produktivnost je v veliki meri odvisna od motnosti vode. Glavni prisotni fitoplanktoni so diatomeje (kremenaste alge) in dinoflagelati (ognjene alge), ki jih je v sedimentu veliko.
Pomembno je vedeti, da je glavni vir hrane za številne organizme v estuarijih, vključno z bakterijami, detritus oziroma odmrli organski material.

## Človeški vpliv
Od dvaintrideset največjih mest na svetu v začetku 1990-ih jih je bilo dvaindvajset ob estuarijih.
Kot ekosistemi so rečna ustja ogrožena zaradi človekovih dejavnosti, kot sta onesnaževanje in prelov. Ogrožajo jih tudi odplake, naselitve obal, odstranjevanje zemlje in še veliko več. Na estuarije vplivajo dogodki daleč gorvodno in koncentrirajo materiale, kot so onesnaževala in usedline. Odtekanje zemljišč in industrijski, kmetijski in gospodinjski odpadki vstopajo v reke in se odvajajo v rečna ustja. Vnesemo lahko onesnaževala, ki v morskem okolju ne razpadejo hitro, kot so plastika, pesticidi, furani, dioksini, fenoli in težke kovine.
Takšni toksini se lahko kopičijo v tkivih številnih vrst vodnih organizmov v procesu, imenovanem biološko kopičenje. Prav tako se kopičijo v bentoških okoljih, kot so estuariji in zalivsko blato: geološki zapis človekovih dejavnosti v prejšnjem stoletju. Elementarna sestava biofilma odraža območja rečnega ustja, na katera vplivajo človeške dejavnosti in sčasoma lahko spremeni osnovno sestavo ekosistema ter reverzibilne ali nepovratne spremembe abiotskih in biotičnih delov sistemov od spodaj navzgor.
Na primer, kitajsko in rusko industrijsko onesnaževanje, kot so fenoli in težke kovine, je uničilo stalež rib v reki Amur in poškodovalo njen estuarij.
Estuariji so po navadi naravno evtrofni, ker zemeljski odtok odvaja hranila v estuarije. S človeškimi dejavnostmi odtekanja zemljišč zdaj vključuje tudi številne kemikalije, ki se uporabljajo kot gnojila v kmetijstvu, pa tudi odpadke živine in ljudi. Presežek kemikalij, ki tanjšajo kisik v vodi, lahko povzroči hipoksijo in nastanek mrtvih con. To lahko povzroči zmanjšanje kakovosti vode, populacije rib in drugih živalskih vrst. Pojavlja se tudi prelov. V zalivu Chesapeake je nekoč živela cvetoča populacija ostrig, ki je bila s prekomernim ribolovom skoraj uničena. Ostrige filtrirajo ta onesnaževala in jih pojedo ali oblikujejo v majhne zavojčke, ki se odložijo na dnu, kjer so neškodljiva. V preteklosti so ostrige vsake tri ali štiri dni filtrirale celotno količino presežka hranil v estuariju. Danes ta postopek traja skoraj eno leto, usedline, hranila in alge pa lahko povzročajo težave v lokalnih vodah.

## Primeri

### Afrika
- Estuarij reke Oranje
- Estuarij jezera sv. Lucije

### Azija
- Estuarij Obva
- Estuarij Jeniseja
- Podzemna reka Puerto Princes
- Estuarij reke Han v Vietnamu
- Estuarij reke Kraburi [22]
- Estuarij reke Waeru v provinci Chanthaburi[23]
- Estuarij reke Dawei[24]
- Estuarij reke Naf[25]
- Estuarij reke Meghna[26]

### Evropa
- Gironde (estuarij)
- Zlati rog
- Humber
- Estuarij reke Severn
- Estuarij reke Shannon
- Estuarij reke Temze
- zaliv Wash
- Estuarij reke Labe
- Estuarij reke Šelde

### Severna Amerika
- Albemarle Sound vključno Outer Banks Severne Karoline
- Zaliv Chesapeake vključno Hampton Roads
- Estuarij reke Columbia
- Zaliv Delaware
- Drake's Estero
- East River
- Estuarij sv. Lovrenca
- Fraser (reka)
- Zaliv Galveston
- Zaliv Great Bay
- Indian River Lagoon
- Laguna Madre
- Jezero Borgne
- Jezero Merritt
- Jezero Pontchartrain
- Long Island Sound
- Zaliv Mobile Bay
- Zaliv Narragansett Bay
- Zaliv Newport Back Bay
- New York-New Jersey Harbor
- Puget Sound
- Pamlico Sound vključno Outer Banks Severne Karoline
- Zaliv San Francisco
- Zaliv Tampa

### Oceanija
- Jezera Gippsland
- Port Jackson (Sydney Harbour)
- Spencer Gulf

### Južna Amerika
- Amazonka[27]
- Kompleks lagun estuarija Iguape-Cananéia-Paranaguá
- Lagoa dos Patos in Laguna Mirim
- Rio de la Plata